# Torneo Centroamericano 1978
El Torneo Centroamericano 1978 fue la decimoprimera edición del Torneo Centroamericano de la Concacaf, torneo de fútbol a nivel de clubes de Centroamérica y que contó con la participación de 8 equipos de la región. El ganador estaría en la fase final de la Copa de Campeones de la Concacaf 1978.
El CSD Comunicaciones de Guatemala fue el campeón tras vencer en la final al Deportivo Saprissa de Costa Rica.

## Equipos participantes
En cursiva los equipos debutantes en el torneo.
| País                | Equipo                                             |
| ------------------- | -------------------------------------------------- |
| Guatemala 2 cupos   | CSD Comunicaciones CSD Municipal                   |
| Costa Rica 2 cupos  | Deportivo Saprissa CS Cartaginés                   |
| El Salvador 2 cupos | CD FAS CD Once Municipal                           |
| Nicaragua 2 cupos   | Diriangén FC Deportivo Universidad Centroamericana |

## Cuadro de desarrollo
|  | Cuartos de final        | Cuartos de final        | Cuartos de final        |   |                | Semifinales              | Semifinales              | Semifinales              |  |  | Final                      | Final                      | Final                      |
|  | 7 de mayo - 10 de junio | 7 de mayo - 10 de junio | 7 de mayo - 10 de junio |   |                | 4 de junio - 16 de julio | 4 de junio - 16 de julio | 4 de junio - 16 de julio |  |  | 6 de agosto - 13 de agosto | 6 de agosto - 13 de agosto | 6 de agosto - 13 de agosto |
|  |                         |                         |                         |   |                |                          |                          |                          |  |  |                            |                            |                            |
|  | Diriangén               | 0                       | 0                       |   |                |                          |                          |                          |  |  |                            |                            |                            |
|  | Saprissa                | 6                       | 5                       |   |                |                          |                          |                          |  |  |                            |                            |                            |
|  | Saprissa                | 6                       | 5                       |   | Saprissa       | 0                        | 2                        |                          |  |  |                            |                            |                            |
|  |                         |                         |                         |   | Saprissa       | 0                        | 2                        |                          |  |  |                            |                            |                            |
|  |                         | FAS                     | 0                       | 1 |                |                          |                          |                          |  |  |                            |                            |                            |
|  | Cartaginés              | FAS                     | 0                       | 1 | 0              | 1                        |                          |                          |  |  |                            |                            |                            |
|  | Cartaginés              |                         |                         |   | 0              | 1                        |                          |                          |  |  |                            |                            |                            |
|  | FAS                     | 2                       | 1                       |   |                |                          |                          |                          |  |  |                            |                            |                            |
|  |                         |                         |                         |   |                |                          |                          |                          |  |  | Saprissa                   | 0                          | 0                          |
|  |                         |                         | Comunicaciones          | 1 | 2              |                          |                          |                          |  |  |                            |                            |                            |
|  | Municipal               | 5                       | 3                       |   |                |                          |                          |                          |  |  |                            |                            |                            |
|  | Universidad             | 1                       | 0                       |   |                |                          |                          |                          |  |  |                            |                            |                            |
|  | Universidad             | 1                       | 0                       |   | Comunicaciones | 2                        | 0                        |                          |  |  |                            |                            |                            |
|  |                         |                         |                         |   | Comunicaciones | 2                        | 0                        |                          |  |  |                            |                            |                            |
|  |                         | Municipal               | 0                       | 0 |                |                          |                          |                          |  |  |                            |                            |                            |
|  | Once Municipal          | Municipal               | 0                       | 0 | 1              | 1                        |                          |                          |  |  |                            |                            |                            |
|  | Once Municipal          |                         |                         |   | 1              | 1                        |                          |                          |  |  |                            |                            |                            |
|  | Comunicaciones          | 3                       | 2                       |   |                |                          |                          |                          |  |  |                            |                            |                            |

## Cuartos de final

### Saprissa - Diriangén
| 7 de mayo de 1978 | Saprissa                                                  | 6:0 (3:0) | Diriangén | Estadio Ricardo Saprissa, San José                               |                                                                  |
|                   | Laterza 7' (pen.) · Mansilla 30' 57' 64' 89' · Bastos 43' |           |           | Asistencia: 2 635 espectadores Árbitro(s): Carlos Manuel Álvarez | Asistencia: 2 635 espectadores Árbitro(s): Carlos Manuel Álvarez |

| 9 de mayo de 1978 | Diriangén | 0:5 (0:2) (Global 0:11) | Saprissa                                            | Estadio Ricardo Saprissa, San José                      |                                                         |
|                   |           |                         | Valenciano 13' 32' 86' · Valverde 55' · Morales 65' | Asistencia: 1 212 espectadores Árbitro(s): Miguel Lépiz | Asistencia: 1 212 espectadores Árbitro(s): Miguel Lépiz |

### FAS vs Cartaginés
| 14 de mayo de 1978                              | Cartaginés | 0:2 (0:0) | FAS                         | Estadio Fello Meza, Cartago                                               |                                                                           |
|                                                 |            |           | Maldonado 71' · Cabrera 88' | Asistencia: 2 534 espectadores Árbitro(s): Marco Antonio Gracias Regalado | Asistencia: 2 534 espectadores Árbitro(s): Marco Antonio Gracias Regalado |
| En principio se tenía como fecha el 21 de mayo. |            |           |                             |                                                                           |                                                                           |

| 28 de mayo de 1978 | FAS        | 1:1 (0:1) (Global 3:1) | Cartaginés | Estadio Óscar Quiteño, Santa Ana |                           |
|                    | Valdez 60' |                        | Cáceres 7' | Árbitro(s): Rómulo Méndez        | Árbitro(s): Rómulo Méndez |

### Municipal vs Universidad
| 21 de mayo de 1978 | Municipal           | 5:1 | Universidad | Estadio Mateo Flores, Ciudad de Guatemala |                             |
|                    | Cruz · Desconocidos |     | Cuadra      | Árbitro(s): Armando Álvarez               | Árbitro(s): Armando Álvarez |

| 28 de mayo de 1978 | Universidad | 0:3 (Global 1:8) | Municipal              | Estadio General Somoza, Managua |                             |
|                    |             |                  | Anderson · Desconocido | Árbitro(s): Porfirio Guerra     | Árbitro(s): Porfirio Guerra |

### Comunicaciones vs Once Municipal
| 4 de junio de 1978 | Comunicaciones                      | 3:1 (3:0) | Once Municipal | Estadio Mateo Flores, Ciudad de Guatemala |                               |
|                    | Pérez 7' · McDonald 35' · Dubón 36' |           | Rodríguez 53'  | Árbitro(s): Carlos Luis Monge             | Árbitro(s): Carlos Luis Monge |

| 10 de junio de 1978 | Once Municipal | 1:2 (Global 2:5) | Comunicaciones | Estadio Cuscatlán, San Salvador |  |
|                     | Martínez       |                  | Zanabria       |                                 |  |

## Semifinales

### Saprissa vs FAS
| 4 de junio de 1978 | Saprissa | 0:0 | FAS | Estadio Ricardo Saprissa, San José                      |  |
|                    |          |     |     | Asistencia: 4 563 espectadores Árbitro(s): Peña Varilla |  |

| 11 de junio de 1978 | FAS           | 1:2 (0:2) (Global 1:2) | Saprissa      | Estadio Óscar Quiteño, Santa Ana |  |
|                     | Maldonado 71' |                        | Valle 10' 38' |                                  |  |

### Comunicaciones vs Municipal
| 5 de julio de 1978 | Comunicaciones  | 2:0 (1:0) | Municipal | Estadio Mateo Flores, Ciudad de Guatemala |                                 |
|                    | Sánchez 15' 81' |           |           | Árbitro(s): Jorge Mario Ramírez           | Árbitro(s): Jorge Mario Ramírez |

| 16 de julio de 1978 | Municipal | 0:0 (Global 0:2) | Comunicaciones | Estadio Mateo Flores, Ciudad de Guatemala |  |
|                     |           |                  |                | Árbitro(s): Juan Ramón Mollinedo          |  |

## Final

### Ida
| 6 de agosto de 1978 | Saprissa | 0:1 (0:0) | Comunicaciones     | Estadio Ricardo Saprissa, San José                                    |                                                                       |
|                     |          |           | Sánchez 89' (pen.) | Asistencia: 6 420 espectadores Árbitro(s): Alfonso González Archundia | Asistencia: 6 420 espectadores Árbitro(s): Alfonso González Archundia |

|            | POR        | Sergio Salazar        |     |
|            | DEF        | Javier Masís          |     |
|            | DEF        | Carlos García         |     |
|            | DEF        | Nelson Bastos         |     |
|            | DEF        | Mario Arce            |     |
|            | MED        | Francisco Hernández   |     |
|            | MED        | Gerardo Ureña         |     |
|            | MED        | Hernán Morales        |     |
|            | DEL        | Emilio Valle          |     |
|            | DEL        | Miguel Ángel Mansilla |     |
|            | DEL        | Rodrigo Soto          | 46' |
| Entrenador | Entrenador | Jozef Karel           |     |

|            | POR        | Ricardo Piccinini  |  |
|            | DEF        | Juan Pérez Monge   |  |
|            | DEF        | Edgar Bolaños      |  |
|            | DEF        | Allan Wellman      |  |
|            | DEF        | Luis Villavicencio |  |
|            | MED        | Ramón Zanabria     |  |
|            | MED        | Guillermo Dubón    |  |
|            | MED        | Byron Pérez        |  |
|            | DEL        | Félix McDonald     |  |
|            | DEL        | René Morales       |  |
|            | DEL        | Oscar Sánchez      |  |
| Entrenador | Entrenador | Rubén Amorín       |  |

|  | DEL | Gerardo Solano | 46' |

| Anotado · Penal | 89' | Oscar Sánchez | 1:0 |

| Árbitro             | Alfonso González Archundia |
| Árbitros asistentes | Luis Alberto Rojas         |
|                     | Carlos Luis Alfaro         |

|            | POR        | Sergio Salazar        |     |
|            | DEF        | Javier Masís          |     |
|            | DEF        | Carlos García         |     |
|            | DEF        | Nelson Bastos         |     |
|            | DEF        | Mario Arce            |     |
|            | MED        | Francisco Hernández   |     |
|            | MED        | Gerardo Ureña         |     |
|            | MED        | Hernán Morales        |     |
|            | DEL        | Emilio Valle          |     |
|            | DEL        | Miguel Ángel Mansilla |     |
|            | DEL        | Rodrigo Soto          | 46' |
| Entrenador | Entrenador | Jozef Karel           |     |

|            | POR        | Ricardo Piccinini  |  |
|            | DEF        | Juan Pérez Monge   |  |
|            | DEF        | Edgar Bolaños      |  |
|            | DEF        | Allan Wellman      |  |
|            | DEF        | Luis Villavicencio |  |
|            | MED        | Ramón Zanabria     |  |
|            | MED        | Guillermo Dubón    |  |
|            | MED        | Byron Pérez        |  |
|            | DEL        | Félix McDonald     |  |
|            | DEL        | René Morales       |  |
|            | DEL        | Oscar Sánchez      |  |
| Entrenador | Entrenador | Rubén Amorín       |  |

|  | DEL | Gerardo Solano | 46' |

| Anotado · Penal | 89' | Oscar Sánchez | 1:0 |

| Árbitro             | Alfonso González Archundia |
| Árbitros asistentes | Luis Alberto Rojas         |
|                     | Carlos Luis Alfaro         |

### Vuelta
| 13 de agosto de 1978 | Comunicaciones  | 2:0 (1:0) (Global 3:0) | Saprissa | Estadio Mateo Flores, Ciudad de Guatemala |                                     |
|                      | Sánchez 23' 59' |                        |          | Árbitro(s): Antonio Márquez Ramírez       | Árbitro(s): Antonio Márquez Ramírez |

|            | POR        | Ricardo Piccinini  |  |
|            | DEF        | Octavio López      |  |
|            | DEF        | Allan Wellman      |  |
|            | DEF        | Luis Villavicencio |  |
|            | DEF        | Ramón Zanabria     |  |
|            | MED        | Edgar Bolaños      |  |
|            | MED        | Guillermo Dubón    |  |
|            | MED        | René Morales       |  |
|            | DEL        | Félix McDonald     |  |
|            | DEL        | Oscar Sánchez      |  |
|            | DEL        | Byron Pérez        |  |
| Entrenador | Entrenador | Rubén Amorín       |  |

|            | POR        | Sergio Salazar        |  |
|            | DEF        | Javier Masís          |  |
|            | DEF        | Carlos García         |  |
|            | DEF        | Bolívar Quirós        |  |
|            | DEF        | Nelson Bastos         |  |
|            | MED        | Gerardo Ureña         |  |
|            | MED        | Mario Arce            |  |
|            | MED        | Fernando Hernández    |  |
|            | DEL        | Rubén Schroh          |  |
|            | DEL        | Miguel Ángel Mansilla |  |
|            | DEL        | Gerardo Solano        |  |
| Entrenador | Entrenador | Jozef Karel           |  |

| Anotado | 23' | Oscar Sánchez | 1:0 |
| Anotado | 59' | Oscar Sánchez | 2:0 |

|  | Expulsado | Ramón Zanabria |

|  | Expulsado | Gerardo Ureña |

| Árbitro             | Antonio Márquez Ramírez |
| Árbitros asistentes | Rómulo Méndez           |
|                     | Baldomero Grajeda       |

|            | POR        | Ricardo Piccinini  |  |
|            | DEF        | Octavio López      |  |
|            | DEF        | Allan Wellman      |  |
|            | DEF        | Luis Villavicencio |  |
|            | DEF        | Ramón Zanabria     |  |
|            | MED        | Edgar Bolaños      |  |
|            | MED        | Guillermo Dubón    |  |
|            | MED        | René Morales       |  |
|            | DEL        | Félix McDonald     |  |
|            | DEL        | Oscar Sánchez      |  |
|            | DEL        | Byron Pérez        |  |
| Entrenador | Entrenador | Rubén Amorín       |  |

|            | POR        | Sergio Salazar        |  |
|            | DEF        | Javier Masís          |  |
|            | DEF        | Carlos García         |  |
|            | DEF        | Bolívar Quirós        |  |
|            | DEF        | Nelson Bastos         |  |
|            | MED        | Gerardo Ureña         |  |
|            | MED        | Mario Arce            |  |
|            | MED        | Fernando Hernández    |  |
|            | DEL        | Rubén Schroh          |  |
|            | DEL        | Miguel Ángel Mansilla |  |
|            | DEL        | Gerardo Solano        |  |
| Entrenador | Entrenador | Jozef Karel           |  |

| Anotado | 23' | Oscar Sánchez | 1:0 |
| Anotado | 59' | Oscar Sánchez | 2:0 |

|  | Expulsado | Ramón Zanabria |

|  | Expulsado | Gerardo Ureña |

| Árbitro             | Antonio Márquez Ramírez |
| Árbitros asistentes | Rómulo Méndez           |
|                     | Baldomero Grajeda       |

## Campeón
Comunicaciones
Campeón
1° título